# Lysimachia hillebrandii
Lysimachia hillebrandii är en viveväxtart som beskrevs av Joseph Dalton Hooker och Asa Gray.
Lysimachia hillebrandii ingår i släktet lysingar och familjen viveväxter. Inga underarter finns listade i Catalogue of Life.

## Bildgalleri

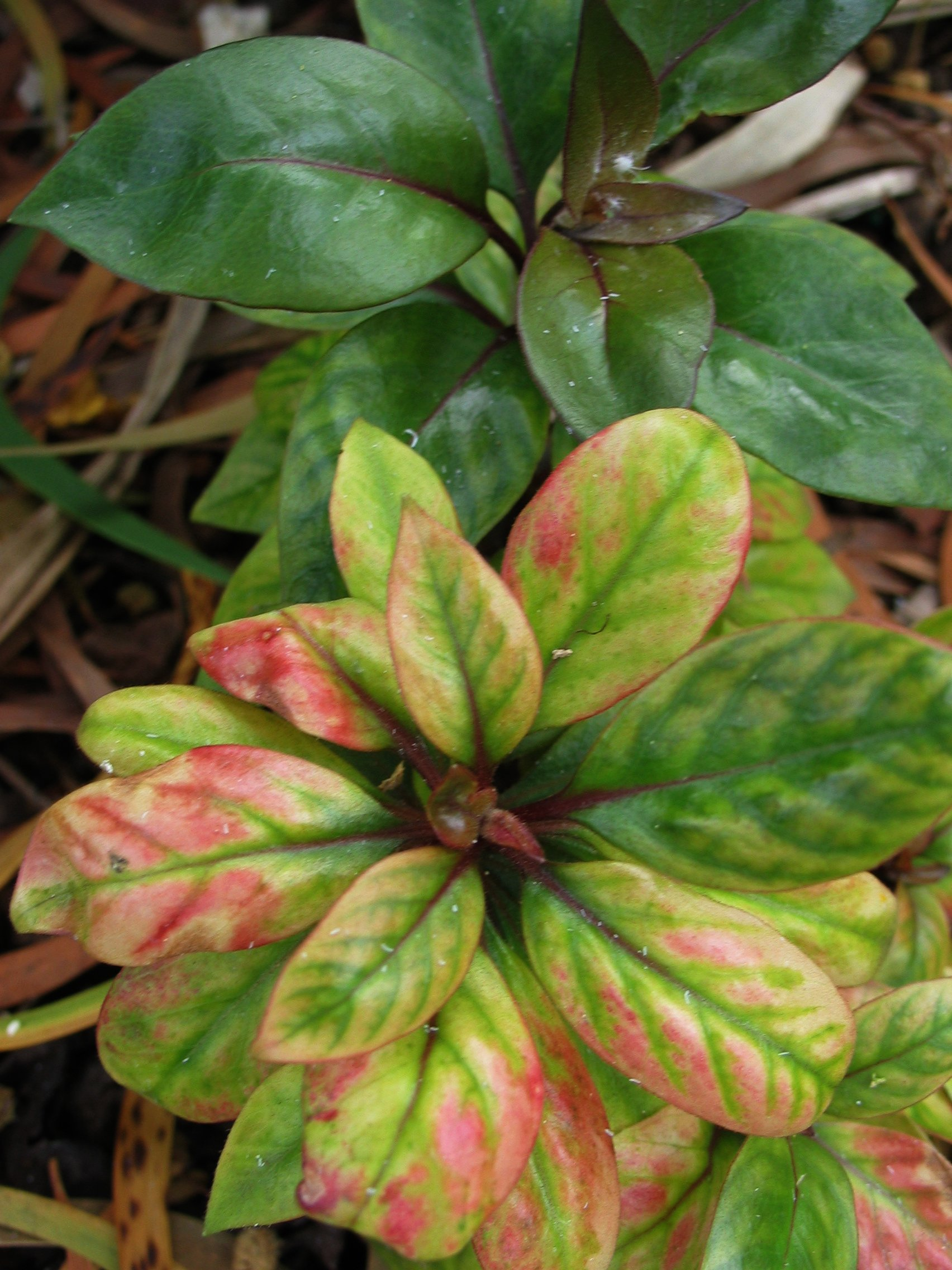
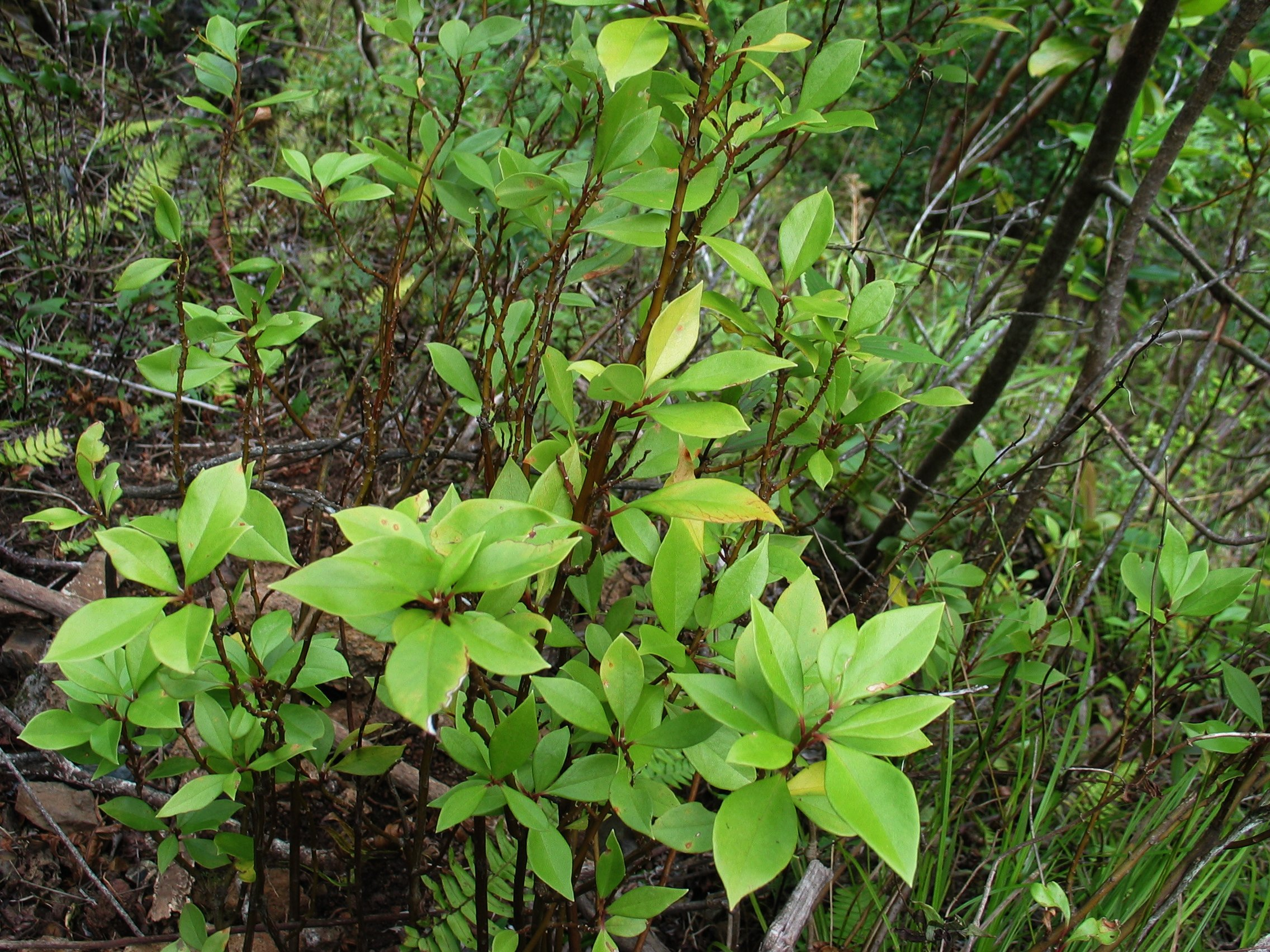
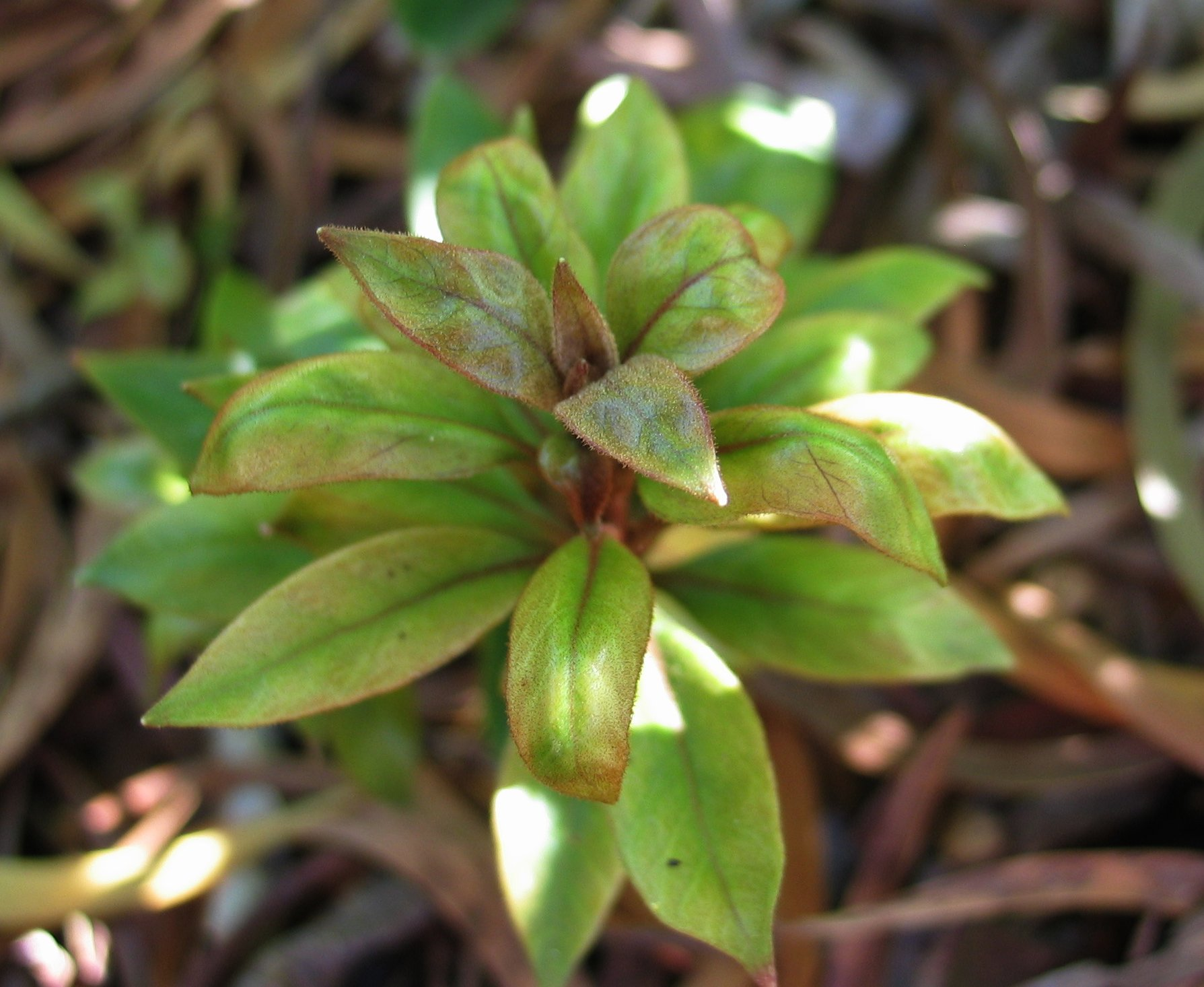
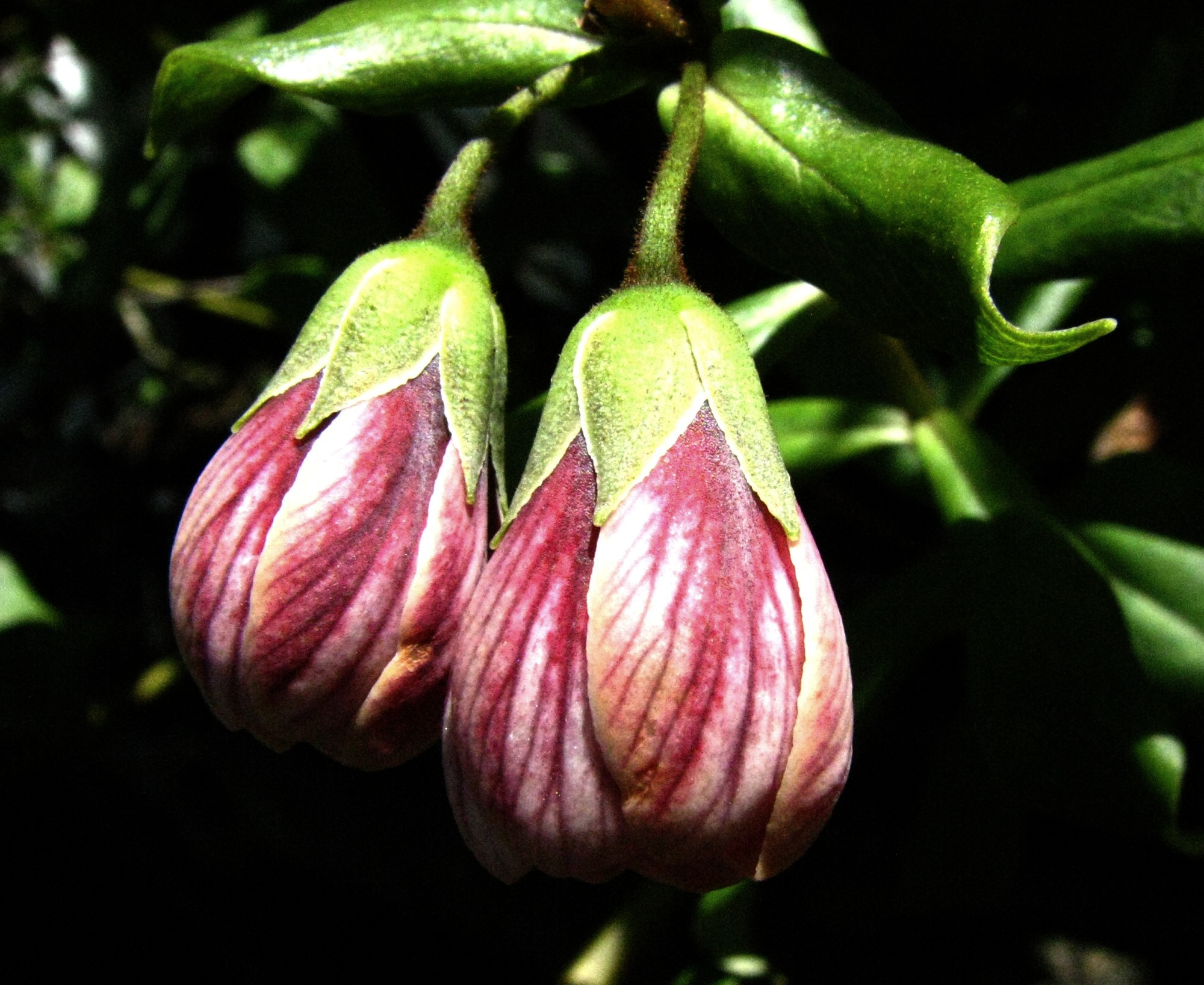
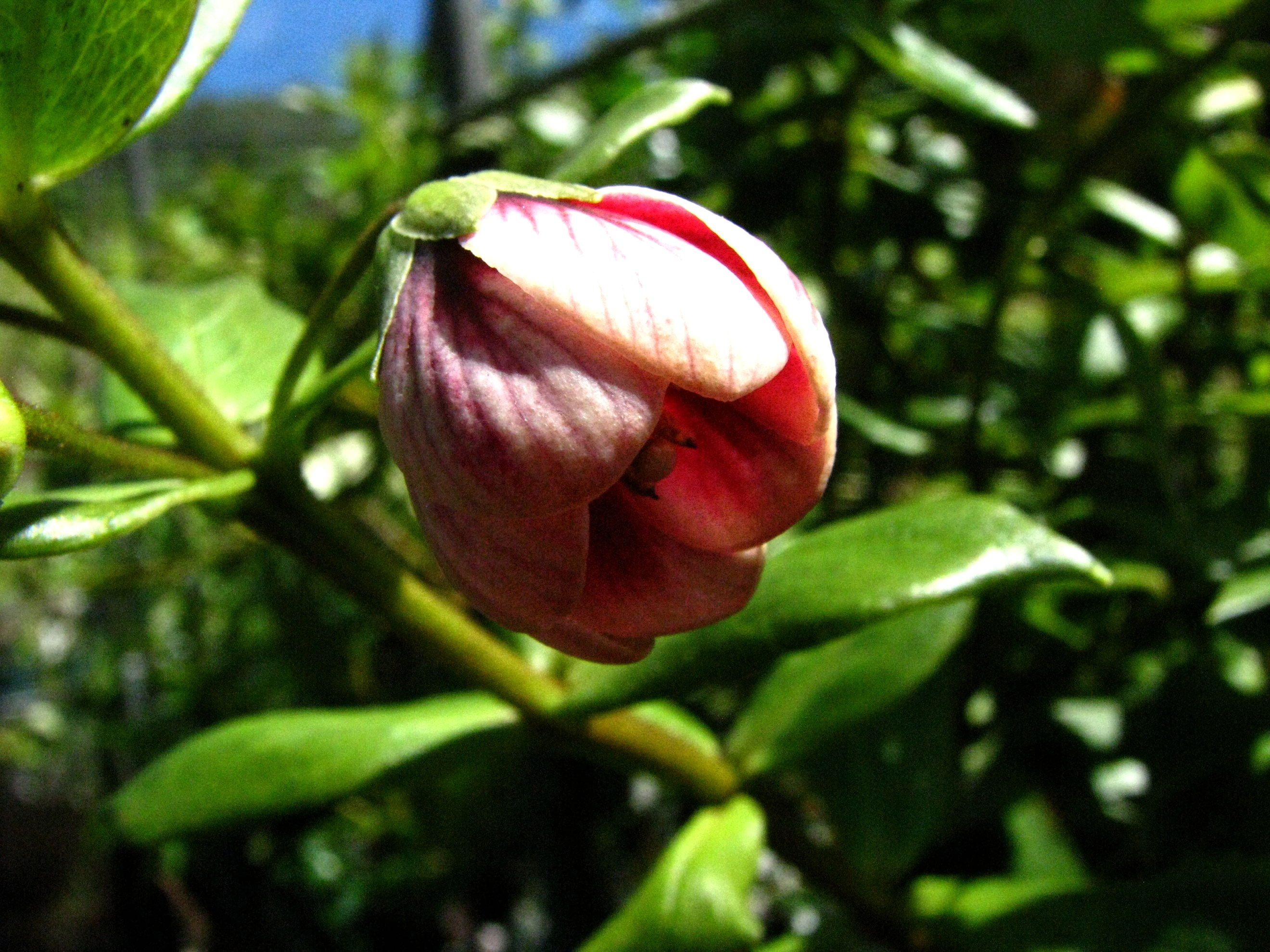